# El Sombrerito, Guerrero
El Sombrerito är en ort i Mexiko.   Den ligger i kommunen Zapotitlán Tablas och delstaten Guerrero, i den sydöstra delen av landet, 230 km söder om huvudstaden Mexico City. El Sombrerito ligger 1 943 meter över havet och antalet invånare är 143.
Terrängen runt El Sombrerito är kuperad åt nordväst, men åt sydost är den bergig. Runt El Sombrerito är det ganska glesbefolkat, med 32 invånare per kvadratkilometer. Närmaste större samhälle är Xalpatlahuac, 15,7 km öster om El Sombrerito. I omgivningarna runt El Sombrerito växer huvudsakligen savannskog.